# Stac Levenish

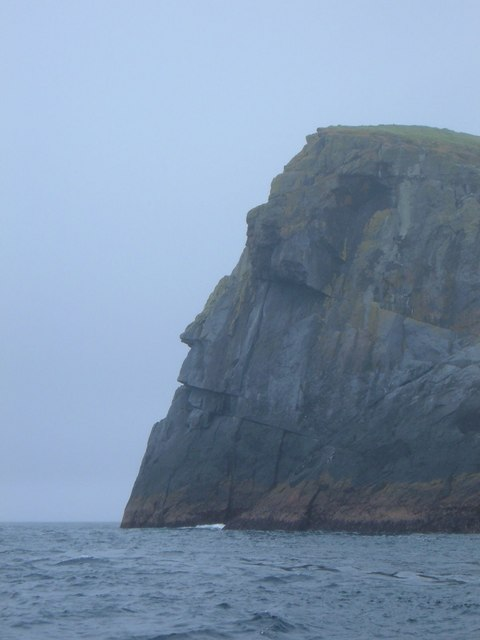
Klif Stac Levenish z zarysem twarzy ludzkiej

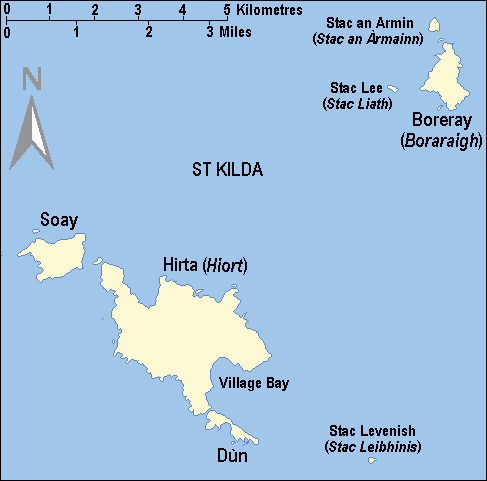
archipelag St Kilda

Stac Levenish lub Stac Leibhinis (czasem nazywany po prostu „Levenish/Leibhinis”) – kolumna morska z archipelagu St Kilda. Znajduje się za zatoką Village Bay przy wyspach Hirta oraz Dùn. Jest częścią obręczy wygasłego wulkanu i jest wysoka na 62 metrów.
Płynąc z głównej wyspy archipelagu w kierunku południowym można zaobserwować północną część klifu kolumny wyglądającą jak profil twarzy.
Kolumna była obiektem wspinaczek już na początku XX wieku.